# Stazione di Tsujidō
La stazione di Tsujidō (辻堂駅?, Tsujidō-eki) è una stazione ferroviaria di Fujisawa, città nella prefettura di Kanagawa.

## Linee
- JR East
  - ■ Linea principale Tōkaidō
  - ■ Linea Shōnan-Shinjuku

## Struttura
La stazione è dotata di una banchina a isola servente 3 binari
| 1 | ■ Linea principale Tōkaidō |  | per Hiratsuka, Odawara, Atami e Itō                |
| 2 | ■ Linea principale Tōkaidō |  | per Yokohama e Tokyo                               |
| 2 | ■ Linea Shōnan-Shinjuku    |  | per Shinjuku, Ōmiya, Kumagaya, Takasaki e Maebashi |

## Stazioni adiacenti
| «                             | Servizio                 | »                        |
| Linea principale Tōkaidō      | Linea principale Tōkaidō | Linea principale Tōkaidō |
| ----------------------------- | ------------------------ | ------------------------ |
| Fujisawa                      | Locale                   | Chigasaki                |
| Il rapido Acty non ferma      |                          |                          |
| Il rapido pendolari non ferma |                          |                          |
| Linea Shōnan-Shinjuku         |                          |                          |
| Fujisawa                      | Locale                   | Chigasaki                |
| Fujisawa                      | Rapido                   | Chigasaki                |
| Il rapido speciale non ferma  |                          |                          |